# بطل مخالف للعرف

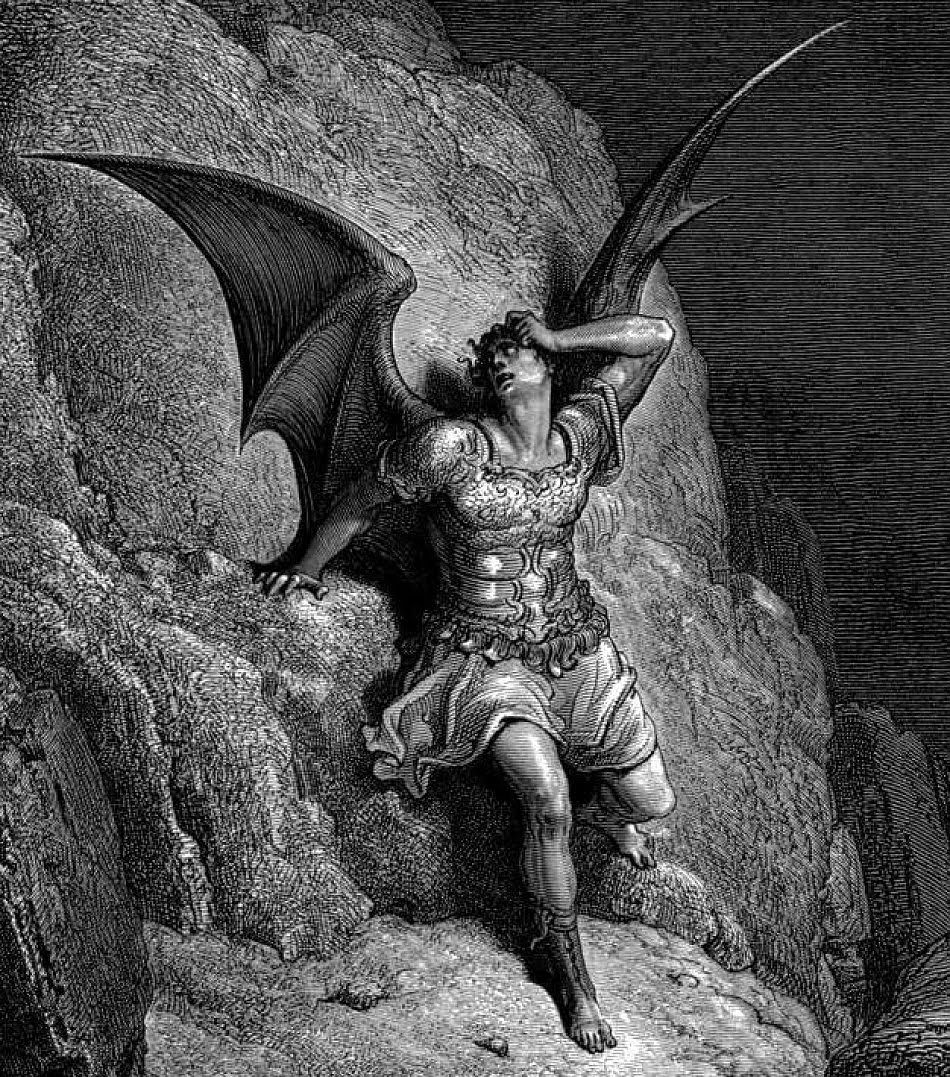
تصوير غوستاف دوريه لإبليس في ملحمة الفردوس المفقود لـ جون ميلتون

البطل المُزَيََف أو البطل المخالف للعرف[بحاجة لمصدر] (بالإنجليزية: antihero)‏ وهو شخصية رئيسية تفتقر إلى المواصفات البطولية التقليدية كالمثالية والأخلاقية.

## التاريخ
يمكن تتبع أولى النماذج للبطل المُزَيَّف إلى إلياذة هوميروس وبالتحديد شخصية ثيرثايتس. وعُرف هذا المصطلح أيضا في المسرح الإغريقي والهجاء الروماني وأدب عصر النهضة، مثل دون كيخوتي وصعاليك الشطارية.
بَرز مصطلح البطل المُزَيَّف في مطلع القرن العشرين في أعمال الأُدباء الوجوديين، كرواية المسخ (1918) لـ فرانس كافكا ورواية الغثيان لـ جان بول سارتر (1938) ورواية الغريب (1942) لـ ألبير كامو. حيث كانت الشخصية الرئيسية في هذه الأعمال شخصية مُترددة تسير بغير هدى في الحياة وإتسمت أيضا بالضجر واليأس والانسلاخ الاجتماعي.

## السمات
يَمتاز البطل المُزَيَّف بسمات خاصة منها:
- عيوب تميزهم عن الشخصيات البطولية التقليدية (مثل: الأنانية والجهل والتعصب الأعمى، إلخ)
- افتقارهم إلى الصفات الإيجابية كالشجاعة والقوة البدنية والصمود، فغالبا ما يشعرون بالعجز في عالمٍ لا يمكنهم التأثير فيه.
- صفات تتنتمي للأشرار (مثل: اللاأخلاقية والطمع والميول العنيفة)، وقد تكون هذه الصفات متصلة بخصال إنسانية يمكن تمييزها، كالارتباك أو الحيرة وكره الذات. في أغلب الأحيان يطمس البطل المُزَيَّف الخطوط الأخلاقية بين الصواب والخطأ وبين الشخصية الرئيسية والخصم الرئيسي.
- احتمالية امتلاكهم لدوافع نبيلة ولكن غامضة، نابعة من الاعتقاد بأن «الغاية تبرر الوسيلة».
- في السنوات الأخيرة يتم إعادة بناء الكثير من الشخصيات الشريرة الشهيرة في عالم السينما في قالب البطل المُزَيَّف وإظهارهم في قصص منشأ جديدة تتيح لهم مساحة رمادية أوسع للأفكار والخيال.[11]